# Lago Neusiedl
El lago Neusiedl o lago Fertő (en alemán: Neusiedlersee; en húngaro: Fertő tó) es el segundo lago endorreico en extensión de Europa central. Está rodeado por Austria y Hungría.
El lago tiene una superficie de 315 km², de los cuales 240 km² son austriacos y 75 km² son húngaros. La cuenca hidrográfica del lago tiene una superficie de cerca de 1.120 km² y una longitud, de norte a sur, de 36 km y, de este a oeste, entre los 6 y los 12 km. Se sitúa a una altitud media de 115,45 m sobre el mar Adriático y su profundidad no excede los 1,80 m. A causa de su baja profundidad, las precipitaciones y la aridez pueden causar variaciones significativas de su nivel. Incluso en algunos periodos ha llegado a desaparecer completamente, la última vez a principios del siglo XX. En 2003 el nivel del agua disminuyó mucho (30 centímetros en un año). Esto planteó un problema para la navegación y la explotación comercial, ya que los barcos chocaban frecuentemente con el fondo.
La mayor parte del lago está rodeado por cañas. Su agua se caracteriza por un fuerte contenido en sal y lodo que emana de los sedimentos. Durante los meses de verano, los incendios sobre su perímetro no son raros, ya que la caña seca es inflamable, y los fuegos se extienden con rapidez a causa del viento.
Antes de los trabajos de regulación efectuados en el siglo XIX, el lago se extendía por sureste hasta los pantanos de Hanság (alemán: Waasen) los cuales se drenaron y se dedicaron al uso de la agricultura. Se conectó mediante un canal al Danubio y al Raab. En la actualidad, el nivel de agua es controlado por una esclusa situada en el territorio húngaro, cerca de Mekszikópuszta. Los temas bilaterales del agua son tratados por una comisión austro-húngara. En 2001, el parque nacional Neusiedlersee-Seewinkel, situado en Austria, y el Fertő-Hanság, situado en Hungría se inscribieron simultáneamente en la lista del Patrimonio de la Humanidad.
La región del lago Neusiedl atrae cada año a numerosos turistas. El lago es conocido como el «mar de los vieneses» y ofrece condiciones suficientes para la práctica de la vela y el windsurf. Existe también una mínima actividad pesquera.
Las localidades más importantes situadas alrededor del lago son Illmitz, Podersdorf am See, Weiden, Neusiedl am See, Jois, Winden, Breitenbrunn, Purbach am Neusiedler See, Donnerskirchen, Oggau, Rust y Mörbisch en Austria, y Fertőrákos, Fertőboz, Fertőd, Fertőújlak y Balf en Hungría. Los municipios austriacos al este del lago forman el denominado Seewinkel (esquina del lago), que se sitúa entre el lago y la frontera húngara.